# Joel Pereira
Joel Dinis Castro Pereira (* 28. Juni 1996 in Le Locle, Schweiz) ist ein portugiesischer Fußballspieler. Der Torwart steht aktuell beim FC Reading unter Vertrag.

## Karriere
Pereira beginnt die Karriere beim Verein Neuchâtel Xamax und wechselte 2012 nach Manchester zu Manchester United. Er war ein Teil der Mannschaft, die 2014/15 die Professional U-21-Development-League gewann.
Am 17. Oktober 2015 wurde er für einen Monat an den AFC Rochdale verliehen. Der Vertrag wurde aufgrund guter Leistungen bis zum 3. Januar 2016 verlängert. Er spielte während dieser Zeit achtmal für den AFC Rochdale. Sechs Spiele davon waren Ligaspiele.
Am 25. Februar 2016 wurde er erstmals in den Kader von Manchester United beim Europa-League-Spiel gegen den FC Midtjylland berufen. Er kam beim 5:1-Sieg jedoch nicht zum Einsatz. Am 31. August 2016 wurde er nach Portugal zu Belenenses verliehen. Die Leihe endete am 5. Januar 2017, weil der dritte Torhüter von Manchester United an Aston Villa verliehen wurde.
Pereira gab sein Debüt für Manchester United am 29. Januar 2017 im FA-Cup-Spiel gegen Wigan Athletic, als er nach 80 Minuten für Sergio Romero eingewechselt wurde. Am 21. Mai 2017 startete er zum ersten Mal in der Premier League gegen Crystal Palace im Old Trafford. Am 1. Juli 2017 verlängerte er seinen Vertrag bis 2021. Ende Januar 2019 wurde er nach Belgien zu KV Kortrijk verliehen.
Mitte August 2019 wechselte Pereira bis zum Ende der Saison 2019/20 auf Leihbasis zum schottischen Erstligisten Heart of Midlothian. Dort wurde er 20-mal in der Liga eingesetzt, woraufhin er den Verein mit seinem Vertragsende verließ.
Zur Saison 2020/21 wechselte Pereira für ein Jahr auf Leihbasis zum englischen Zweitligisten Huddersfield Town. Nachdem er auch dort nicht wirklich gespielt hatte, wechselte er nach der Saison ablösefrei in die Eredivisie zum RKC Waalwijk.
Nach zwei Jahren in den Niederlanden kehrte er Anfang September 2023 nach England zurück und unterschrieb beim FC Reading.